# دون دت
دان دِت (به انگلیسی: Don Det) جزیرهٔ کوچکی در رودخانهٔ مِکونگ و بخشی از مجمع‌الجزایر سی فان دون واقع در استان چامپاساک در جنوب لائوس است.

## نگارخانه

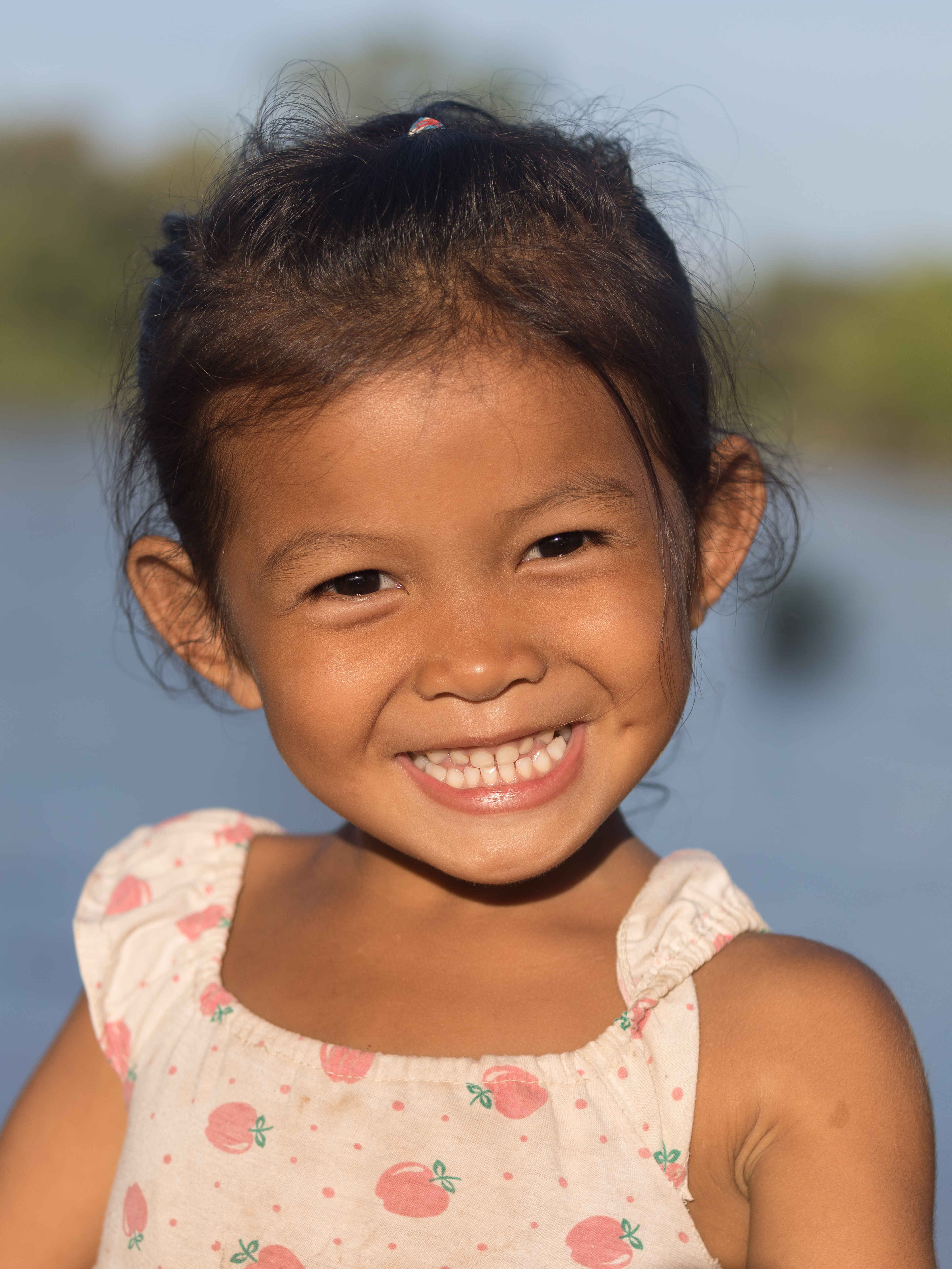
دختربچه‌ای خندان از روستای دان دت
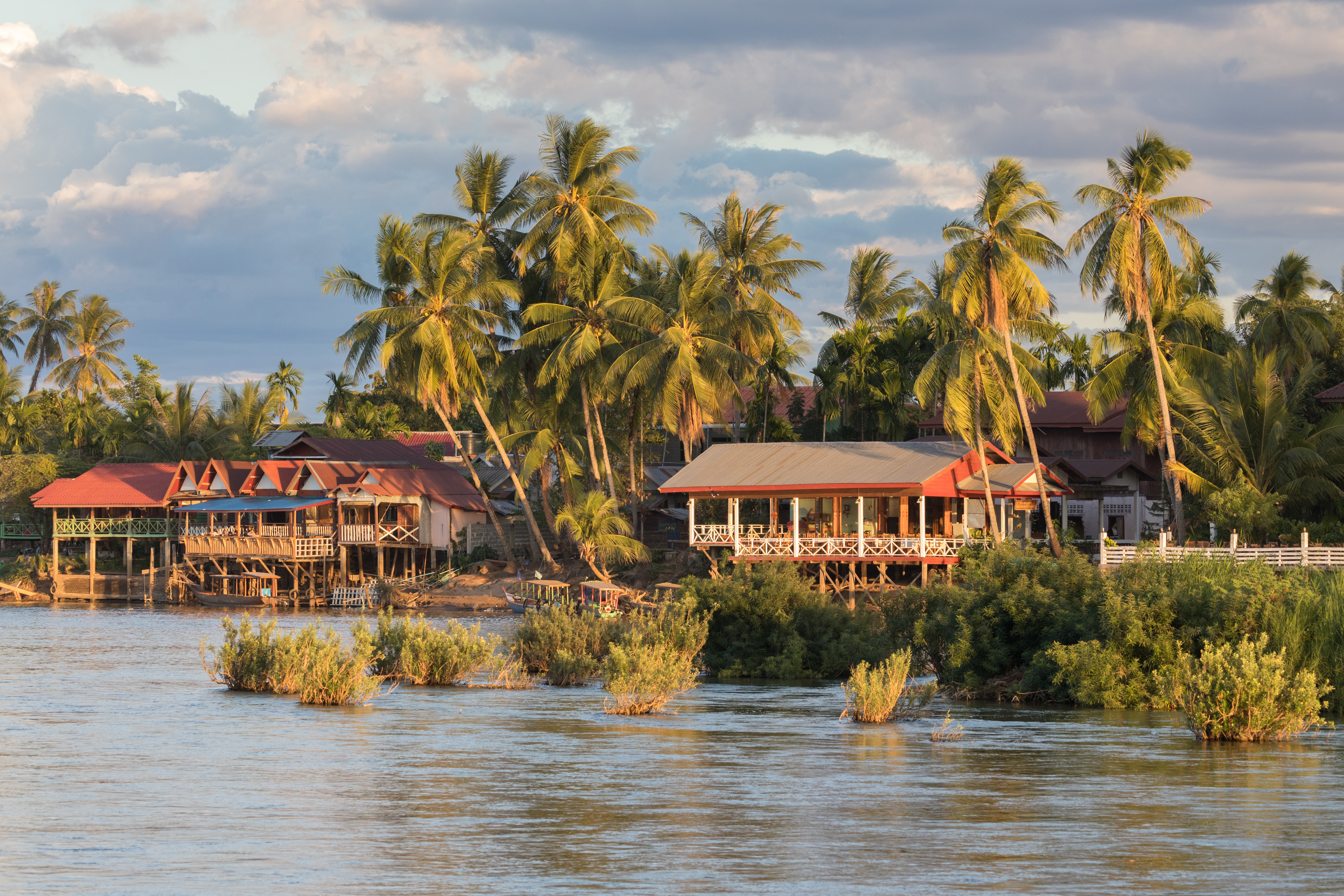
نگاره‌ای در ساعت طلایی از خانه‌های روی آب (en) در جزیرهٔ دان دِت
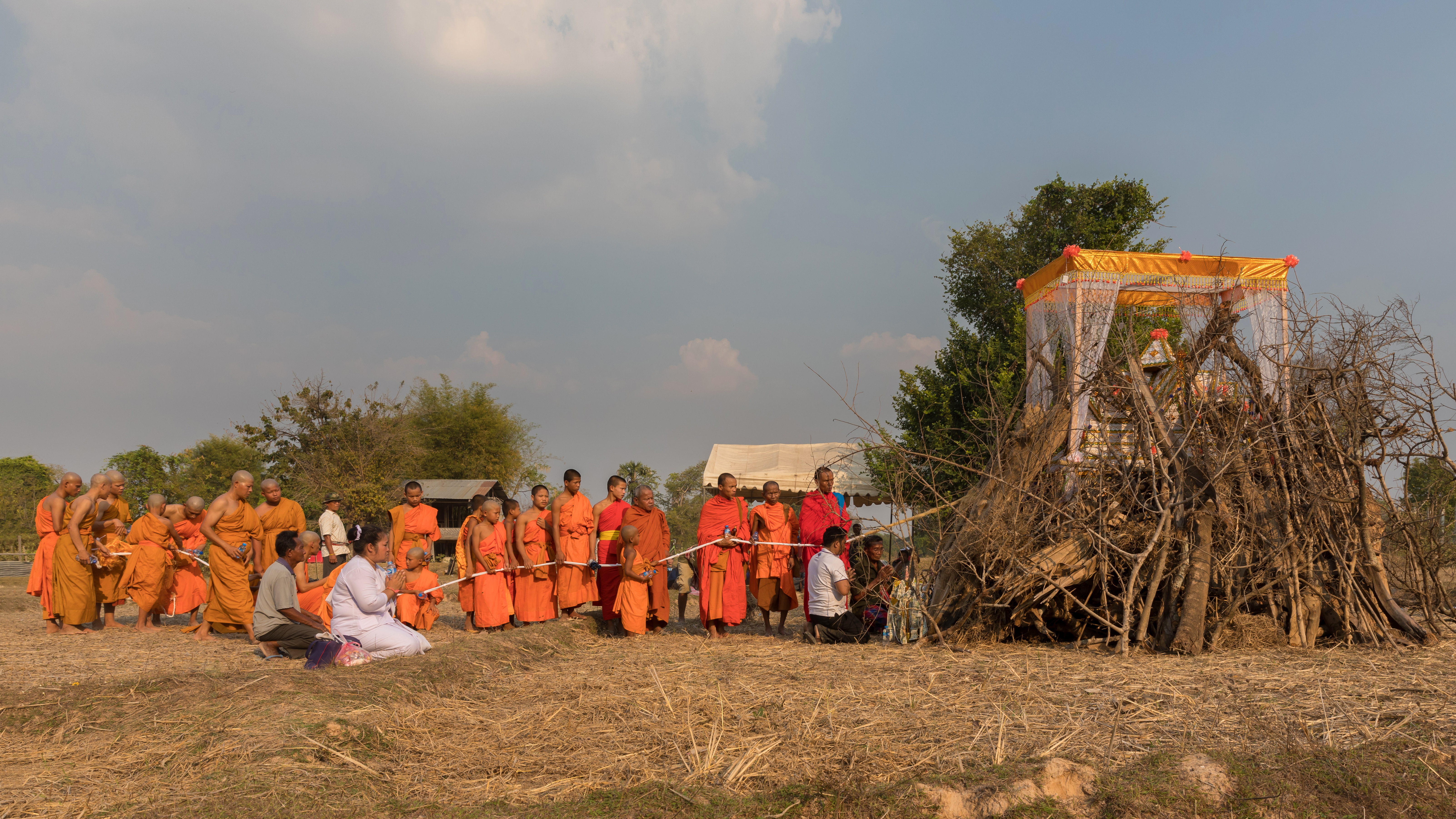
راهبان بودایی در حین خواندن دعای میت در مراسم سوزاندن جسد فردی تازه درگذشته در روستای دان دت
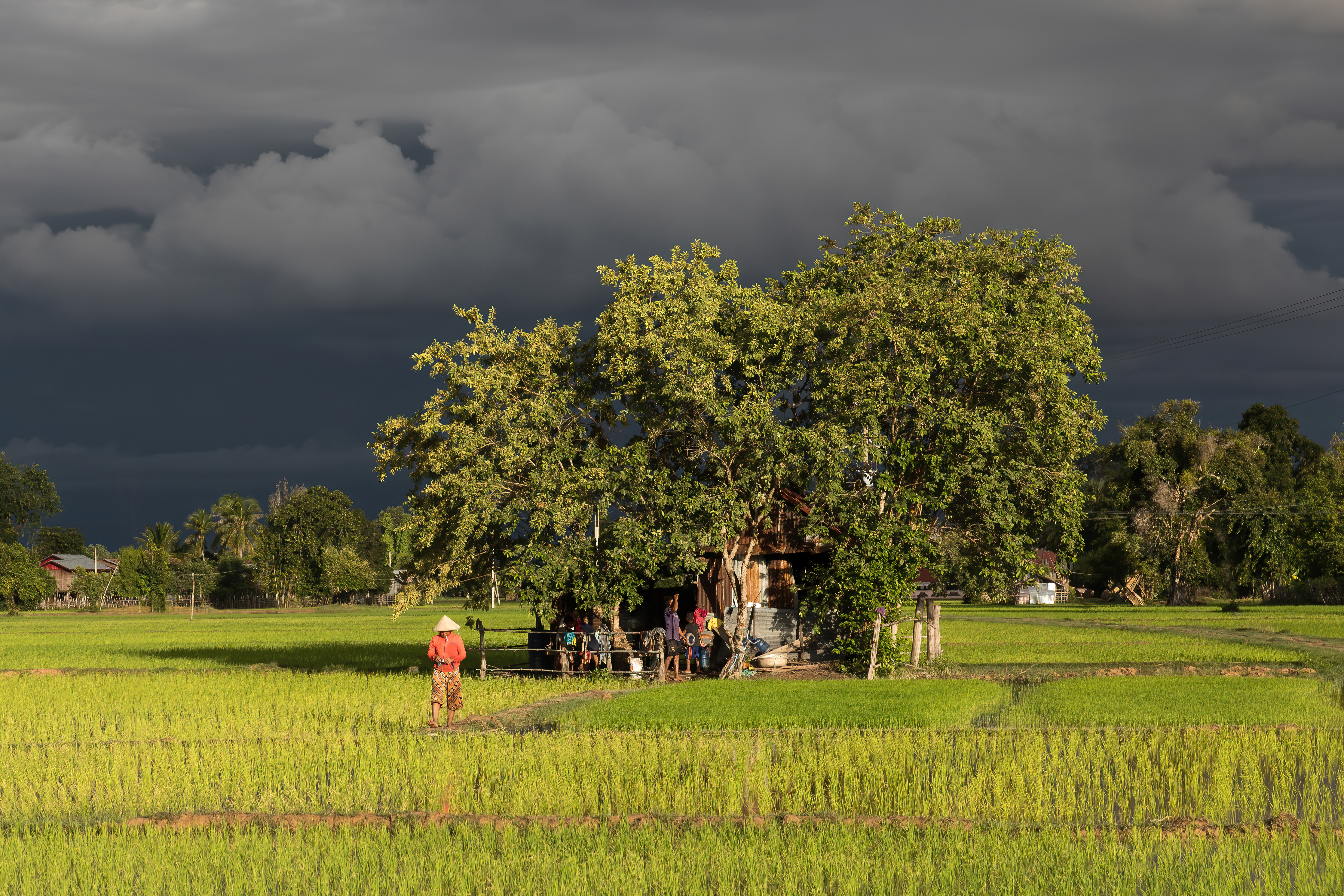
مزارع برنج در دان دِت
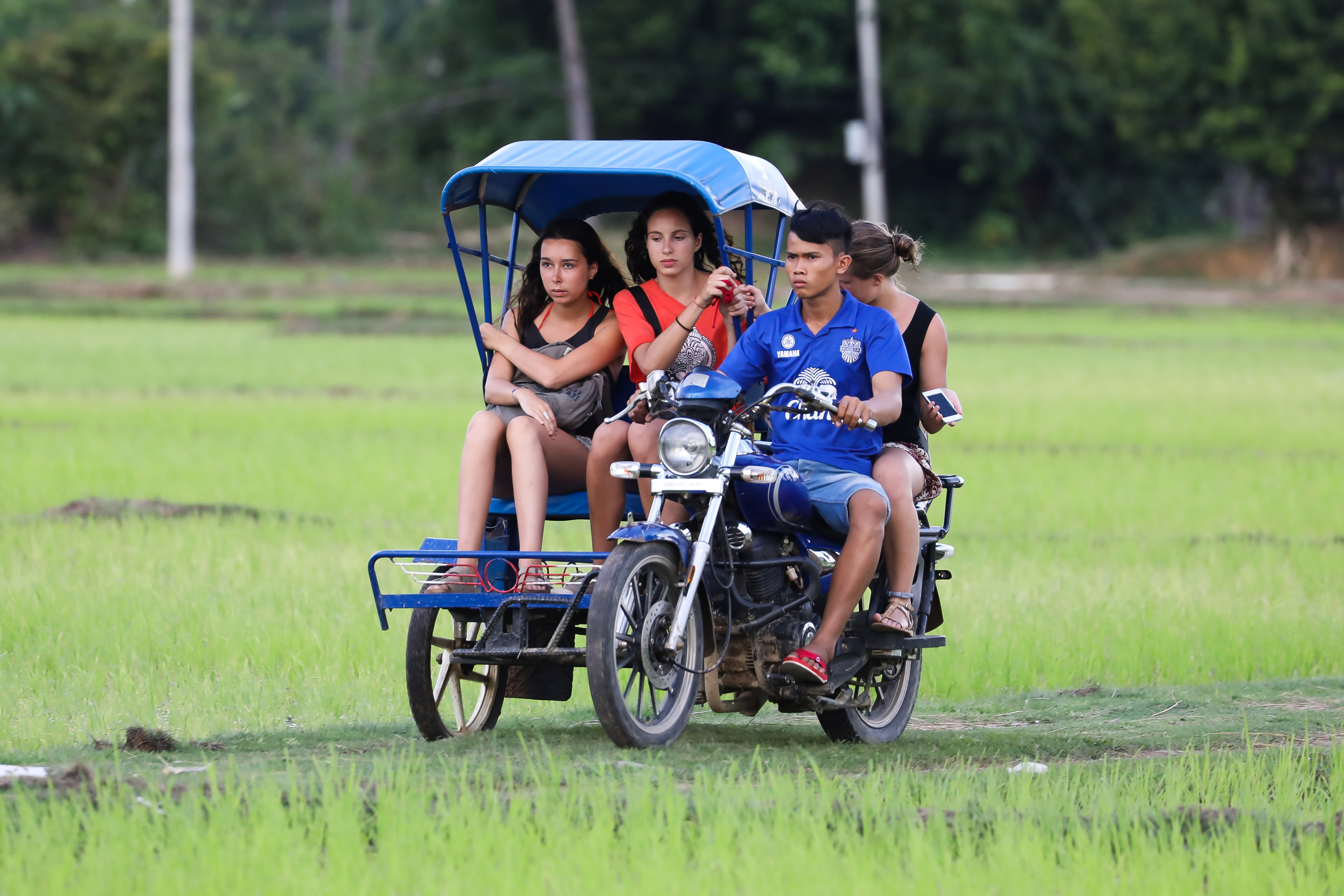
سه دختر جهانگرد سوار بر توک-توک در دان دِت
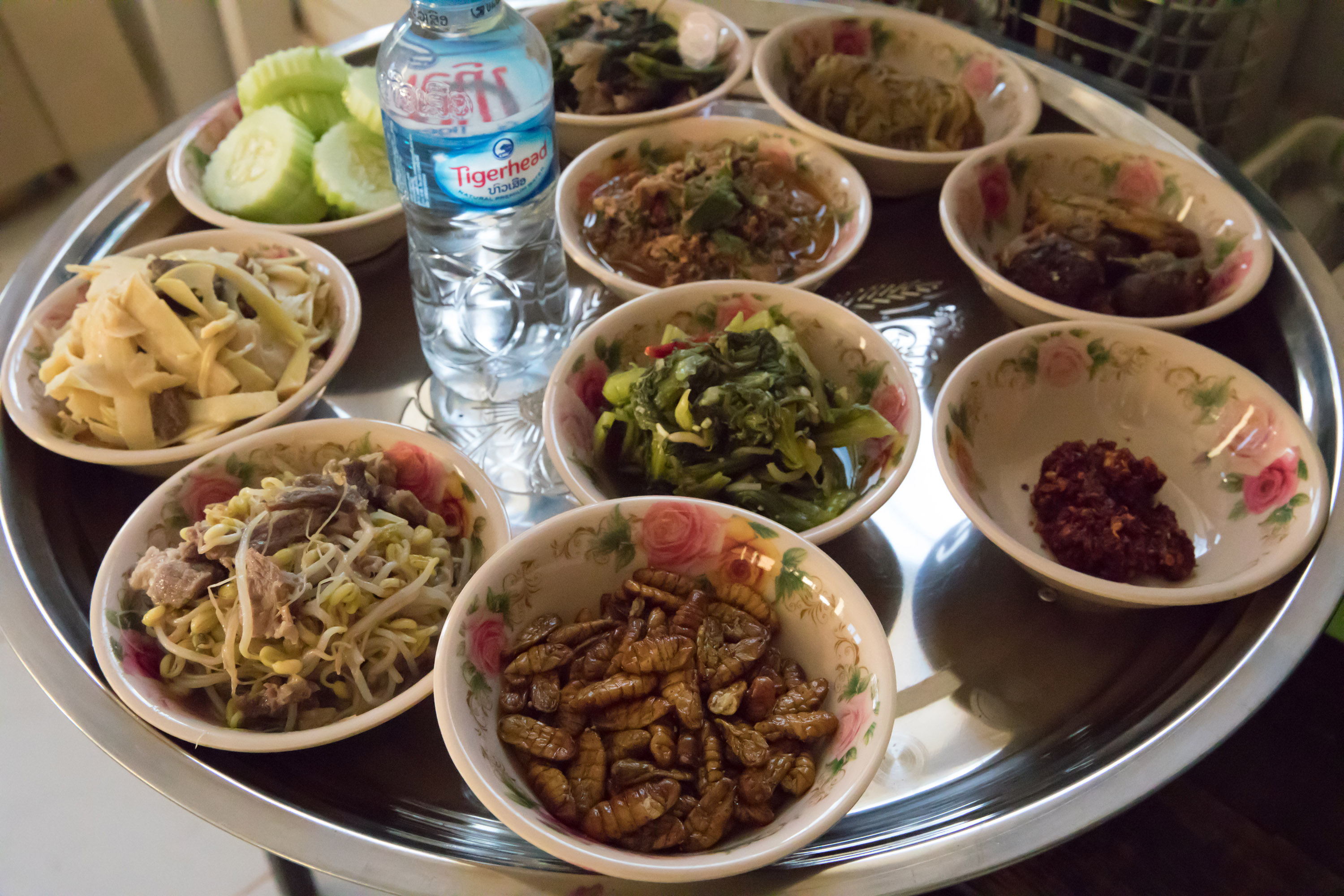
غذای محلی اهالی دان دِت شامل حشره‌خواری
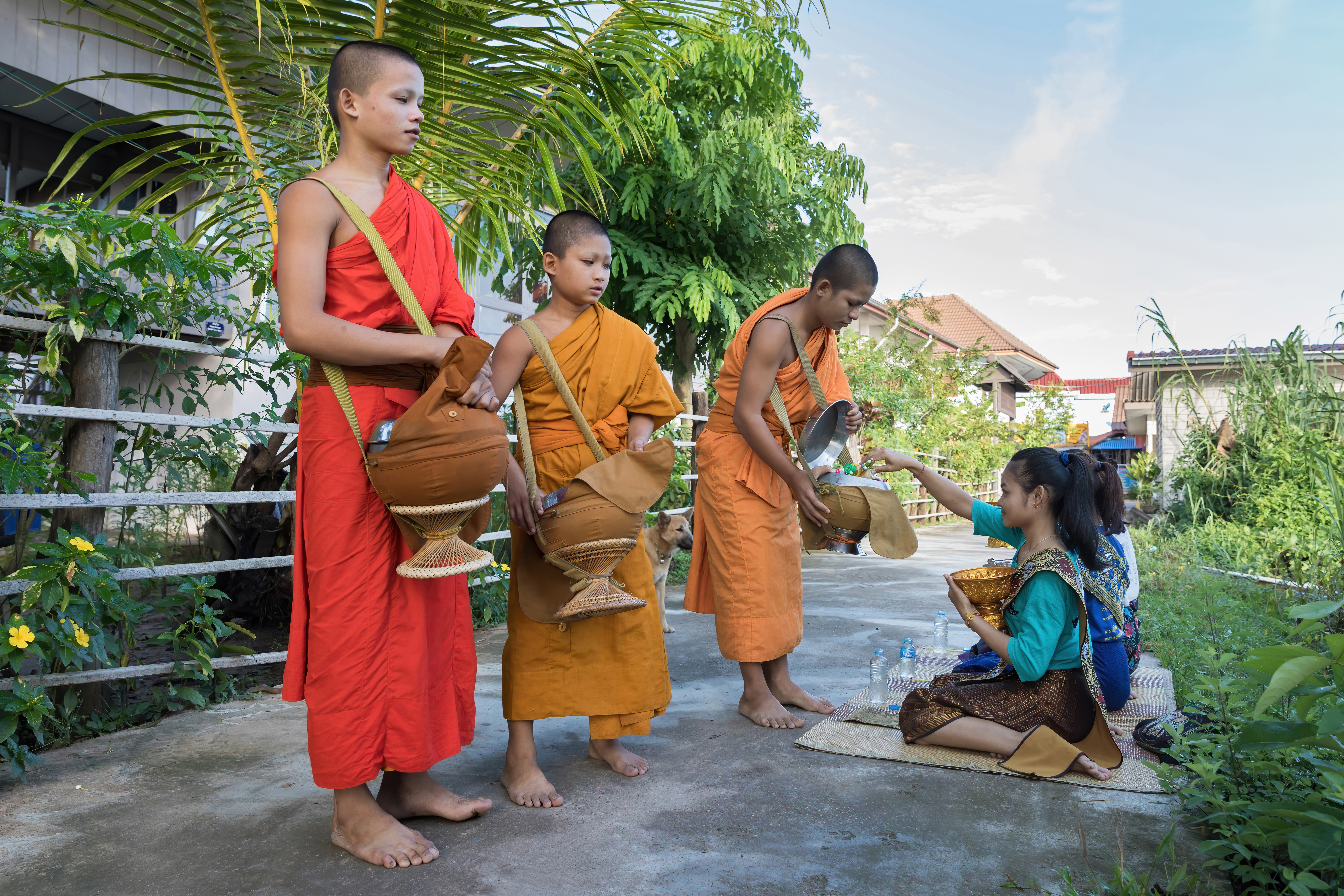
دختران محلی در حین اهدای غذای روزانه به راهبان نوجوان